# The Right Stuff

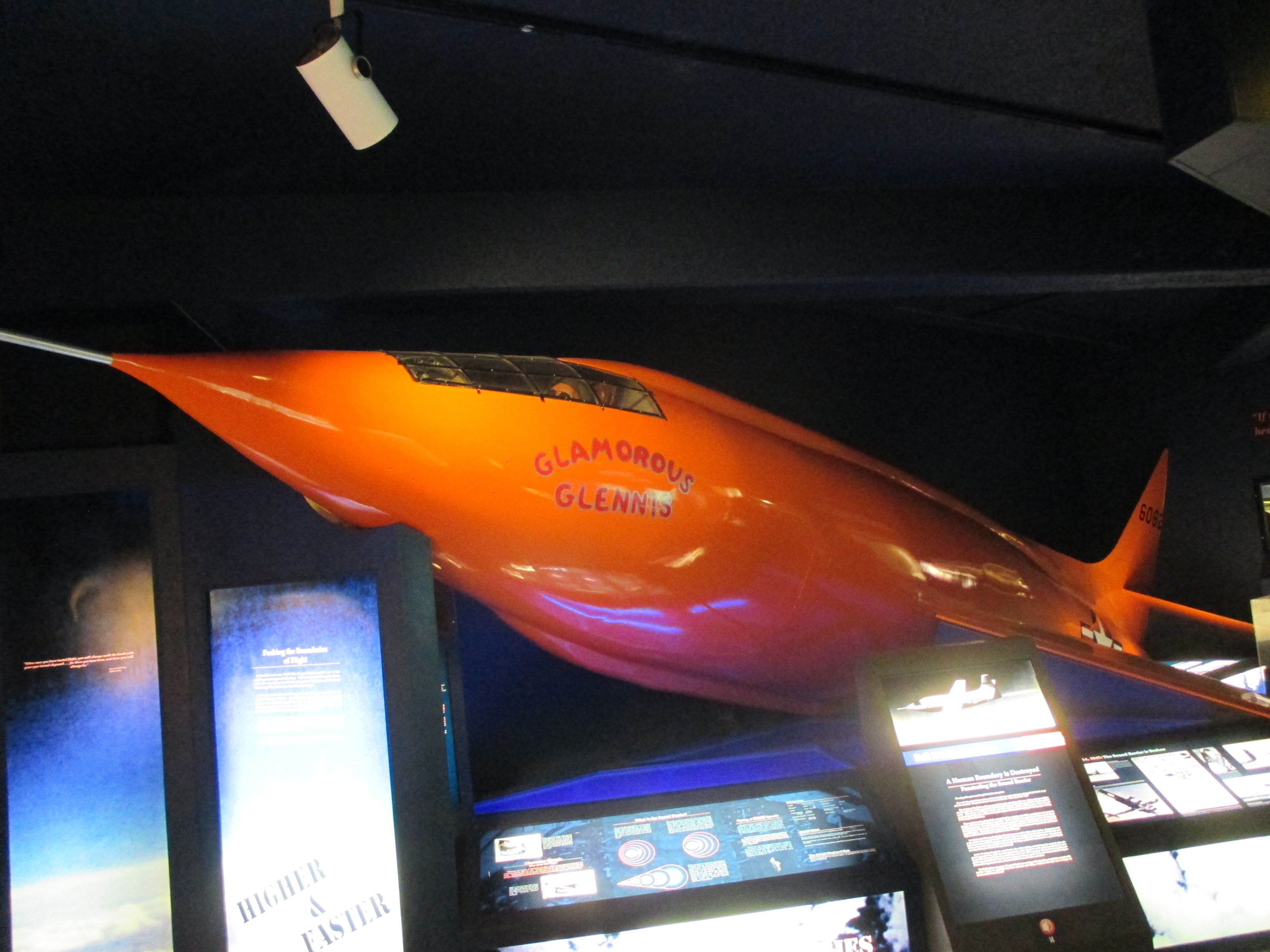
Réplica del avión experimental Bell X-1, apodado Glamorous Glennis, que fue usado durante la filmación de Elegidos para la gloria. Actualmente se encuentra en exposición en el Kansas Cosmosphere and Space Center en Hutchinson, Kansas.

The Right Stuff es una película estadounidense de 1983, dirigida por Philip Kaufman. El título, The Right Stuff, es una expresión de la lengua inglesa que suele traducirse como 'lo que hay que tener', en referencia al coraje necesario a la hora de enfrentarse a un peligro o a una dificultad. 
En los países hispanohablantes la película ha sido presentada con títulos ligeramente diferentes:
- Argentina: Los elegidos de la gloria
- España: Elegidos para la gloria
- México: Los elegidos y posteriormente comercializado en DVD como Los elegidos de la gloria
- Uruguay: Elegidos para la gloria
- Venezuela: Los elegidos

The Right Stuff es una adaptación del libro de Tom Wolfe de mismo título, publicado por primera vez en 1979. El libro trata sobre los pilotos de pruebas involucrados en pruebas para superar la velocidad del sonido en la Base de la Fuerza Aérea de Edwards, así como de los que fueron seleccionados para el Programa Mercury, el primer proyecto de los Estados Unidos para enviar personas al espacio. 
La historia contrasta a los siete astronautas del programa y sus familias, con pilotos como Chuck Yeager, que fue considerado por muchos pilotos de pruebas como el mejor de todos, a pesar de que no fuese seleccionado como astronauta. Los siete astronautas seleccionados para el programa, conocidos como los «Mercury Seven», fueron Scott Carpenter, Gordon Cooper, John Glenn, Gus Grissom, Walter Schirra, Alan Shepard y Deke Slayton.

## Argumento
La película trata de los pilotos a prueba posteriores a la Segunda Guerra Mundial en los Estados Unidos hasta los que participaron en el Programa Mercury y los éxitos que tuvieron.
El piloto Chuck Yeager es el mejor piloto de pruebas después de la Segunda Guerra Mundial. Él consigue volar por primera vez más rápido que la velocidad de sonido con el avión experimental X-1, algo que muchos dudaban que fuese posible para un piloto. Así, con el tiempo, la base de esas pruebas, la Base de la Fuerza Aérea de Edwards,  se convierte en una atracción para el público estadounidense. Más tarde Chuck Yaeger incluso supera la velocidad del sonido varias veces, lo que le convierte en leyenda.
Cuando los rusos envían el Sputnik 1, el presidente Eisenhower decide competir con los rusos en la carrera espacial en el interés de la seguridad nacional para evitas que los rusos dominen el espacio y lo utilicen militarmente contra los Estados Unidos. Para ello decide usar pilotos de prueba como los de la Base de Edwards o de la marina. Muchos de ellos son reclutados. Algunos como Chuck Yaeger no creen en ello, mientras que otros están dispuestos a participar. Los primeros astronautas son seleccionados y sometidos a una intensiva formación, de los cuales solo una parte de ellos son aceptados para el programa mientras que los escépticos respecto al proyecto se burlan de todo ello con programas cómicos en la televisión. 
Con el tiempo, sin embargo, poco a poco los astronautas se van dando cuenta de que sus superiores pretenden enviarles al espacio de la misma forma que hicieron con un mono, es decir que los astronautas no gobernarán la nave espacial y estarán además sometidos al antojo de sus superiores. Entre ruedas de prensa y otras sesiones de relaciones públicas, en las que todo son sonrisas, los astronautas se declaran por ello en huelga mientras no se les asegure que serán pilotos de las cápsulas espaciales exigiendo además medidas para mejorar la seguridad y efectividad de esas cápsulas mostrando así a los científicos su experiencia superior respecto a estos asuntos. Finalmente los científicos y los responsables del programa Mercury cumplen su deseo y consiguen así plantarles cara al respecto.
Luego que Yuri Gagarin y Gherman Titov llega al espacio, los americanos, humillados por los acontecimento, reaccionan enviando a Alan Shepard, John Glenn y a otros al espacio. Mientras tanto esos astronautas deben proteger a sus familias y a sí mismos de intentos de ser abusados por razones políticas, mientras que pilotos como Chuck Yeager continúan batiendo récords con aviones, pero sin la publicidad que tienen los astronautas. Finalmente con el envío de Gordon Cooper al espacio, que puede hacer 22 órbitas alrededor de la tierra, termina el programa Mercury, mientras que Chuck Yaeger puede al fin ver las estrellas con un avión experimental lanzándolo a la máxima altura que jamás alguien ha podido enviar un caza reactor.

## Reparto
- Sam Shepard - Chuck Yeager
- Scott Glenn - Alan Shepard
- Ed Harris - John Glenn
- Dennis Quaid - Gordon Cooper
- Fred Ward - Gus Grissom
- Barbara Hershey - Glennis Yeager
- Kim Stanley - Pancho Barnes
- Veronica Cartwright - Betty Grissom
- Jane Dornacker - Enfermera March
- Pamela Reed - Trudy Cooper
- Scott Paulin - Deke Slayton
- Charles Frank - Scott Carpenter
- Lance Henriksen - Walter 'Wally' Schirra
- Donald Moffat - Senador Lyndon B. Johnson
- Robert Beer - Presidente Dwight D. Eisenhower
- Jeff Goldblum - Reclutador 1
- Harry Shearer - Reclutador 2
- Levon Helm - Jack Ridley /Narrador
- Mary Jo Deschanel - Annie Glenn
- Scott Wilson - Scott Crossfield
- Kathy Baker - Louise Shepard
- Mickey Crocker - Marge Slayton
- Susan Kase - Rene Carpenter
- Mittie Smith - Jo Schirra
- Eric Sevareid - El mismo
- William Russ - Slick Goodlin
- Peggy Davis - Sally Rand
- John Dehner - Henry Luce
- Royce Grones - El primer piloto del X-1
- Chuck Yeager - Fred, el barman de Pancho's

## Doblaje
| Personaje                 | Actor original (EE. UU.) | Actor de voz (Hispanoamérica) | Actor de voz (España) |
| ------------------------- | ------------------------ | ----------------------------- | --------------------- |
| Chuck Yeager              | Sam Shepard              | Jesse Conde                   | Ricardo Solans        |
| Alan Shepard              | Scott Glenn              | Víctor Mares                  | Ernesto Aura          |
| John Glenn                | Ed Harris                | Agustín López Zavala          | Antonio García Moral  |
| Virgil "Gus" Grissom      | Fred Ward                | Eduardo Liñán                 | Pepe Mediavilla       |
| Gordon Cooper             | Dennis Quaid             | Paco Mauri                    | Antonio Lara          |
| Reclutador #1             | Jeff Goldblum            | Humberto Vélez                | Joan Pera             |
| Reclutador #2             | Harry Shearer            | José Luis Castañeda           |                       |
| Scott Carpenter           | Charles Frank            | Carlos Becerril               | Eduardo Muntada       |
| Senador Lyndon B. Johnson | Donald Moffat            | Antonio Raxel                 | José María Alarcón    |
| Ed Sullivan (Archivo)     | Ed Sullivan (Archivo)    | Álvaro Tarcicio               | Fernando Ulloa        |
| Narrador e Insertos       | N/D                      | Raúl de la Fuente             | Dionisio Macías       |

## Recepción
Como era una película sobre astronautas, un tema que en los 80 no interesaba demasiado al público, la película no tuvo por ello éxito en taquilla.

## Premios
- Premio Oscar 1984: a los mejores efectos, al mejor montaje, a la mejor música y al mejor sonido.
- Premio KCFCC 1984: al mejor director.
- Premio Motion Picture Sound Editors 1984: a la mejor edición de sonido ADR.
- Premio Blue Ribbon 1985: a la mejor película en lengua extranjera.
- Premio Bodil 1985: a la mejor película no europea (Philip Kaufman).
- Premio London Critics Circle Film 1985: al guionista del año (Philip Kaufman).